# Мир желаний
«Мир жела́ний» (англ. Wish World) — седьмой и предпоследний эпизод 15-го сезона британского научно-фантастического телесериала «Доктор Кто», первая часть двухсерийного финала сезона. Автор сценария — шоураннер сериала Расселл Ти Дейвис. Режиссёр эпизода — Алекс Санджив Пиллай. Премьера эпизода состоялась 24 мая 2025 года на стриминговых сервисах BBC iPlayer и Disney+, а также на телеканале BBC One. Эпизод будет выпущен в ограниченный кинопрокат в Великобритании и Ирландии 31 мая вместе с премьерой второй части финальной истории «Война реальности».
В этой серии Пятнадцатый Доктор (Шути Гатва) и Белинда Чандра (Варада Сету) попадают в альтернативную реальность, выдуманную Конрадом Кларком (Джона Хауэр-Кинг) на основе гетеронормативного общества 1950-х годов по воле Повелительницы времени Рани (Арчи Панджаби и Анита Добсон). Она заставляет лишённого своих воспоминаний Доктора сомневаться в реальности, чтобы вернуть во Вселенную Повелителя времени Омегу.

## Сюжет
В Баварии 1865 года Рани похищает новорождённого, воплощение бога Дезидирия с силой воплощать желания в реальность. 23 мая 2025 года Доктор и Белинда просыпаются без своих воспоминаний вместе с их дочерью Поппи в альтернативной реальности, созданной Дезидирием по представлению Конрада Кларка об идеальном гетеронормативном обществе. Он рассказывает всему миру по телевизору истории о Докторе и Повелителях времени. Домой к Доктору, живущему под именем Джон Смит, приходит Руби Сандей, которая чувствует, что с миром что-то не так, но она не может его убедить в этом.
Доктор идёт на работу в ЮНИТ, который здесь является страховым агентством, и видит, как Рани прилетает в свой Костяной дворец над Лондоном. Тем временем Белинда начинает сомневаться в своей роли матери Поппи, так как не может вспомнить её роды. Руби встречает бывшего научного советника ЮНИТ Ширли Бингэм. Она живёт в палаточном лагере вместе с другими людьми с ограниченными возможностями, поскольку они не вписываются в идеальный мир Конрада, и они все также сомневаются в этой реальности.
Вернувшись домой, Доктор смотрит телепередачу Конрада, прерывающуюся изображениями его внучки Сьюзен Форман и его романтического интереса Плута, который убеждает Доктора в том, что мир ненастоящий. Он находит этому подтверждение и делится с Белиндой, но она сдаёт его полиции. Миссис Флад, предыдущая инкарнация Рани, арестовывает их и доставляет в парящий Костяной дворец.
Во дворце Рани раскрывает свою личность постепенно вспоминающему Доктору и рассказывает свой план создать поддельную реальность с помощью Дезидирия, Конрада и виндикатора, устройства, которое Доктор использовал для возвращения Белинды домой, чтобы сомнения Доктора разрушили её, и из Подвселенной вернулся Омега, создатель Повелителей времени. Реальность начинает проваливаться под землю. Рани выбрасывает Доктора из дворца. Он осознаёт, что Поппи существует на самом деле, в то время как часы бьют полночь 24 мая.

## Актёрский состав
Шути Гатва и Варада Сету исполнили главные роли пятнадцатой инкарнации Доктора и его спутницы Белинды Чандры. Гатва сказал, что эпизод стал интересным вызовом для него, так как он должен был сыграть персонажа, отличного от Доктора. Милли Гибсон вернулась в роли Руби Сандей, бывшей спутницы Доктора. Две инкарнации Повелительницы времени Рани сыграны актрисами Арчи Панджаби и Анитой Добсон, при этом версия Добсон также именуется как миссис Флад. Панджаби было предложено напрямую появиться в сериале в роли Рани, и Панджаби согласилась. Ранее появившаяся в одной сцене сезона в эпизоде «История и двигатель» Сиенна-Робин Маванга-Фиппс вновь появилась в роли Поппи, персонажа из первой серии предыдущего сезона «Космические малыши».
Вернувшийся из эпизода «Счастливый день» Конрад Кларк сыгран актёром Джоной Хауэр-Кингом. Среди других вернувшихся актёров были Бонни Лэнгфорд (бывшая спутница Доктора Мелани Буш), Рут Мэдли (Ширли Бингэм), Джемма Редгрейв (Кейт Летбридж-Стюарт), Сьюзан Твист (Сьюзан Триад из предыдущего сезона), Александр Девриент (полковник Кристофер Ибрагим), Мишель Гринидж (Карла Сандей, приёмная мать Руби) и Анджела Уинтер (Черри Сандей, мать Карлы). Джонатан Грофф появился в одной сцене в роли Плута, романтического интереса Доктора из одноимённого эпизода. Кадры с Гроффом были сняты во время съёмок предыдущего сезона. В той же сцене вновь появилась Кэрол Энн Форд в роли внучки Доктора и его первой спутницы Сьюзен Форман после внезапного появления в предыдущей серии.

## Производство
Сценарий эпизода написан шоураннером сериала Расселлом Ти Дейвисом. Возвращение Рани в сериал произошло по личной просьбе Гатвы.
Съёмочная площадка ЮНИТ была преобразована из своего обычного вида, современного и высокотехнологичного, в стиль ретро, вдохновлённый серединой XX века. На пол было постелено ковровое покрытие, на рабочие столы были добавлены пишущие машинки и телефоны с дисковым номеронабирателем. Дизайн мира желаний Конрада был построен на стиле 1950-х годов. Палаточный лагерь был спроектирован так, чтобы он был физически доступен для людей с ограниченными возможностями, и со съёмочной группой работала координатор по доступности. Интерьер Костяного дворца спроектирован как смешение научной фантастики и готического хоррора и был вдохновлён птицами. Основное помещение дворца является переделанной съёмочной площадкой первой серии сезона «Революция роботов». Дизайн звукового устройства Рани похож на медицинский прибор, что является отражением персонажа Рани как учёной. Часть узора костюма Рани в исполнении Кейт О’Мары была инкорпорирована в рукоятку устройства.
Серия стала частью пятого съёмочного блока вместе со второй частью финала «Война реальности». Режиссёром финальной истории стал Алекс Санджив Пиллай, который ранее снял рождественский спецвыпуск «Радуйся, мир» (2024). Сцены с Мавангой-Фиппс прошли во втором съёмочном павильоне Wolf Studios Wales 10 мая 2024 года. Костяной дворец находился в третьем павильоне, а 11 апреля проходили съёмки сцен в башне ЮНИТ в первом павильоне. Сцена с Мелани Буш, которая наблюдала за рушащимся вокруг неё Лондоном, была снята с помощью операторской тележки на кольцевых рельсах, где тележка, освещение и хромакей за ней двигались синхронно по кругу.

## Релиз и рейтинги
Премьера эпизода состоялась одновременно на стриминговых сервисах BBC iPlayer в Великобритании и Disney+ в остальном мире в 8:00 по британскому времени 24 мая 2025 года. На телеканале BBC One эпизод был показан вечером в тот же день. Эпизод будет выпущен в ограниченный кинопрокат в Великобритании и Ирландии 31 мая вместе с премьерой второй части финальной истории «Война реальности».
За вечер на телеканале BBC One эпизод собрал 1,83 млн зрителей. По рейтингам за вечер эпизод стал 5-й программой дня на британском телевидении и 3-й на BBC One. Спустя неделю полный рейтинг составил 2,856 миллиона зрителей. Серия по рейтингам стала 13-й среди программ недели на BBC One (8-й среди уникальных программ) и 30-й программой недели на британском телевидении (15-й среди уникальных программ). Среди программ дня (субботы) эпизод стал самой популярной программой дня на BBC One и 3-й программой на британском телевидении после шоу «Britain’s Got Talent» и финала первой части 4-го сезона шоу «The 1% Club» на ITV1.

## Критика
| Агрегированные оценки         | Агрегированные оценки |
| Источник                      | Рейтинг               |
| ----------------------------- | --------------------- |
| Rotten Tomatoes (Tomatometer) | 71 %                  |
| Оценки критиков               |                       |
| Источник                      | Рейтинг               |
| Bleeding Cool                 | 8/10                  |
| GamesRadar+                   | [ 21 ]                |
| IGN                           | 3/10                  |
| Vulture                       | [ 23 ]                |

По данным агрегатора Rotten Tomatoes, 71 % из 7 обзоров были положительными.
В целом положительный отзыв «GamesRadar+» Уилла Салмона отмечает использование персонажей в серии, изображении вымышленной реальности и социальный комментарий через гетеронормативную реальность. В рецензии для «Engadget» Дэниел Купер выделил хоррор в отрывках про ложную реальность, а также клиффхэнгер с упоминанием Поппи. Райан Вудроу из «Newsweek» оценил использование персонажа Конрада и вымышленной реальности, внезапное возвращение Плута и Пантеона, иной подход к избитому сюжету побега из ложной реальности. Стефан Мохамед в статье для «Den of Geek» отметил дизайн и исполнение этой реальности, а также прописывание персонажей и актёрскую игру.
Роберт Андерсон из «IGN» раскритиковал серию за слабое исполнение персонажей и зависимость от фансервиса в виде Рани и Омеги, что ему показалось «незаслуженным» и сделало историю слишком полагающейся на малоизвестных персонажей. Мохамед осудил возвращение Омеги за то, что оно кажется слабым и полагается на прошлое сериала, а также раскритиковал объяснение Рани плана, сказав, что оно является «не самой элегантной экспозицией, которую написал Дейвис». Куперу не понравилось возвращение Омеги, поскольку для него персонаж слишком неизвестен и неинтересен в качестве антагониста, и исполнение персонажа Рани, так как её план звучал нелепо. Салмон покритиковал несколько сюжетных линий, ведущих к последней серии, и написание Рани, сказав, что оно слишком похоже на Мастера, другого антагониста сериала.